# Бородавчатые змеи
Бородавчатые змеи (лат. Acrochordus) — род водных неядовитых змей монотипического семейства Acrochordidae.
Распространены в Южной и Юго-Восточной Азии, Новой Гвинее, Австралии, Индии.

## Описание
Всё тело бородавчатых змей покрыто мелкими зернистыми чешуйками, не прикрывающими друг друга, между ними заметна голая кожа. Голова не отделена или мало отделена от шеи. Зубы короткие, но крепкие, одинаковой величины, стоят в челюстях и на нёбе. Глаза с круглым и вертикально яйцевидным зрачком, круто направлены вверх, носовая полость лежит на кончике морды. 

## Питание
Бородавчатые змеи питаются рыбой.

## Виды
В состав рода включают 3 вида:
- Acrochordus arafurae — арафурская бородавчатая змея
- Acrochordus granulatus — индийская бородавчатая змея
- Acrochordus javanicus — яванская бородавчатая змея